# Wissellijst

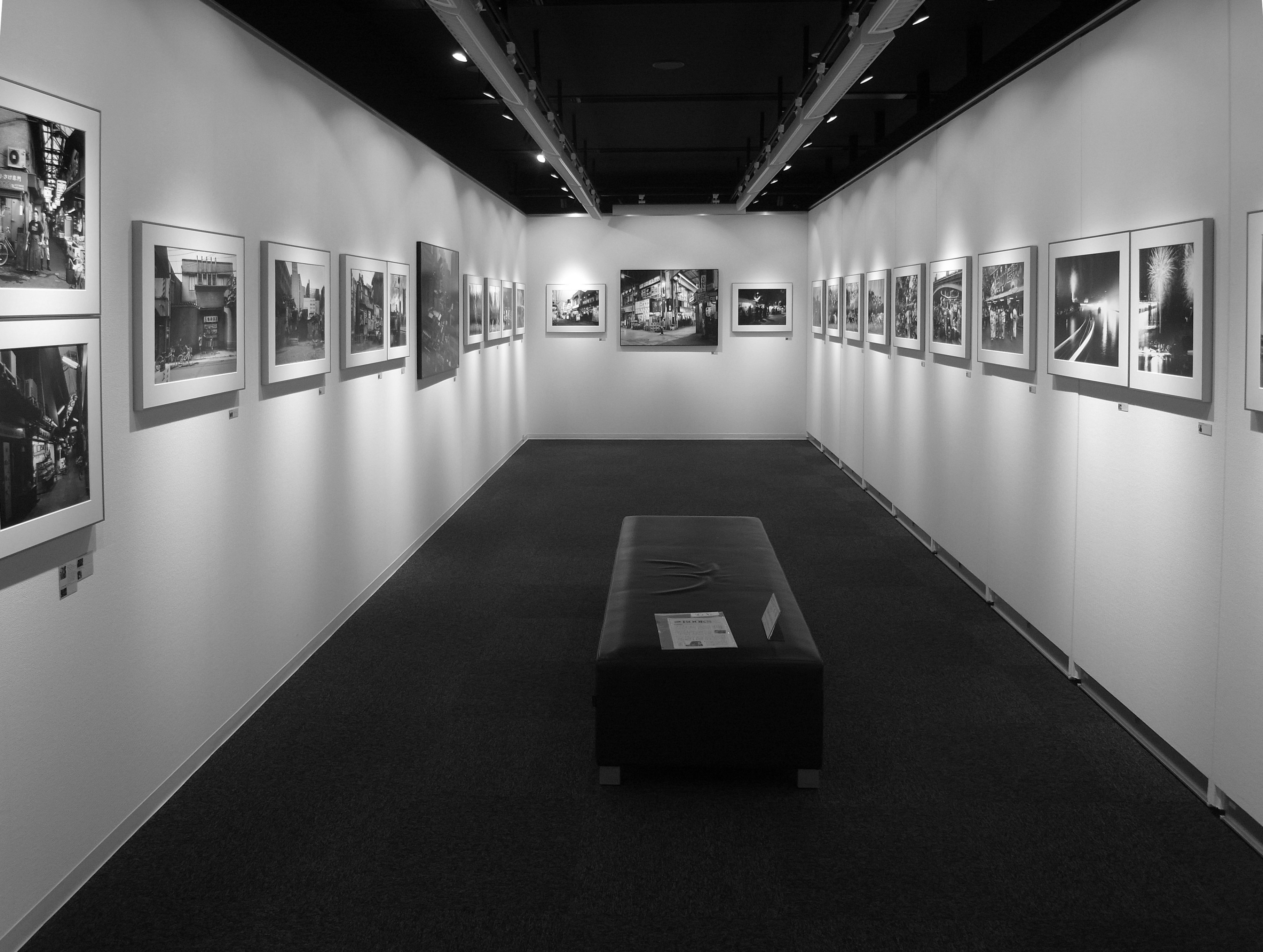
Fototentoonstelling met wissellijsten

Een wissellijst is een lijst die bestaat uit een ruit van glas of doorzichtig kunststof die met eenvoudige klemmen of een doorgaand aluminium profiel een foto, een grafisch kunstwerk of een schilderstuk zoals een aquarel vasthoudt.
Op een eenvoudige wijze kunnen deze foto's of andere kunstwerken worden verwisseld. Wissellijsten zijn een uitkomst voor beeldend kunstenaars en galeries die regelmatig ander werk willen exposeren; men hoeft daarmee niet te investeren in nieuwe lijsten en het wisselen kost niet veel tijd.
Steviger wissellijsten, vooral voor bijzondere formaten, kan men speciaal op maat laten maken. Bij bouwmarkten en woonwinkels gekochte standaardlijsten zijn niet altijd berekend op frequent wisselen en transporteren.